# Château de Montgaillard
Pour l’article homonyme, voir Château de Montgaillard (Tarn).
Le château de Montgaillard est situé sur le territoire de la commune de Montgaillard-en-Albret, dans le département de Lot-et-Garonne. Le château domine la route reliant Xaintrailles à Vianne.

## Historique
Dans l'hommage de 1259, trois familles ont des biens à Mongaillard, celles d'Astaffort, de Padern et de Gontaud. Le château a une structure romane homogène. Charles Higounet le date du XIIe siècle, mais Jacques Gardelles fait remarquer que ces formes sont visibles au XIIIe siècle dans les constructions du Sud-Ouest comme dans la tour de Barbastre.
Vianne de Gontaut-Biron, fille de Vital de Gontaut qui avait prêté serment de fidélité au roi Louis IX en 1243 est en possession du château de Mongaillard. Elle a donné la partie du fief de Mongaillard qu'elle possédait à son neveu, Jourdain de l'Isle, en 1275. Vianne de Gontaut-Biron est morte le 21 février 1281 dans une petite maison qu'elle s'était faite construire dans le couvent des Dominicains de Condom dont elle avait financé l'édification en 1261. En 1287, il rend hommage pour le château de Mongaillard au roi d'Angleterre Édouard Ier. À cette époque, le fief de Mongaillard est partagé avec Bernard de Saint-Loup, Antoine de Pouy et Guillaume-Arnaud de Padern, mais seul Jourdain de l'Isle doit le service d'ost pour Mongaillard.
Le château a été inscrit monument historique le 7 janvier 1926,.